# 曾紀鴻
曾紀鴻（1848年—1881年），字粟誠，曾國藩三子，晚清數學家。
曾纪鸿嗜好数学，同治十三年（1874），在湖南荷叶作《圆率考真图解》一书，曾計算出100位的圓周率。他是以丁取忠為首的白芙堂數學團體的成員之一，曾與丁取忠、左潛、吳嘉善、李善蘭、黃宗憲合著多部數學著作，後收入「白芙堂算學叢書」。
娶與曾國藩同年進士郭沛霖女兒郭筠為妻；郭沛霖任職於江蘇淮揚道道台，被太平軍殺害，家屬託曾國藩照護，因此成親；育有四子一女。由于平时勤奋用心过度，紀鴻本人33歲便去世了，夫人郭氏才34歲，長子廣鈞才15歲，其他子女都在幼年，全賴郭氏一手將子女培養成人。
因曾國藩長子曾紀澤雖生了三個兒子，但其中兩個早夭，只有廣鑾長大成人，後來繼承了祖父傳下長的侯爵。但廣鑾無兒子，過繼紀鴻四子廣銓的兒子昭揆為嗣，所以曾家一脈實由曾紀鴻繼承。

## 延伸阅读
[在维基数据编辑]
 《清史稿·卷507》，出自趙爾巽《清史稿》